# Estádio Polideportivo de Pueblo Nuevo
O Estadio Polideportivo de Pueblo Nuevo é um estádio multiesportivo localizado na cidade de San Cristóbal, na Venezuela. Atualmente é usado para partidas de futebol sendo a casa do clube Deportivo Táchira com capacidade para 42 500 espectadores.
Desenhado inicialmente para uma ocupação de 28 mil pessoas, o estádio foi uma das sedes da Copa América 2007 passando por um processo de remodelação e ampliação, aumentando sua capacidade para os 42 500 lugares.

## História
O Polideportivo de Pueblo Nuevo foi construido em 1975 e inaugurado no início de 1976 com uma série de amistosos entre o Deportivo San Cristóbal e o Deportivo Cali. Construído em apenas um ano, a princípio o estádio contava apenas com um tribuna popular, pois as arquibancadas foram construídas anos depois.
Em 20 de junho de 2007 o estádio foi reinaugurado após o processo de ampliação com um amistoso entre a Seleção Venezuelana de Futebol e a Seleção do País Basco.